# Oowatanite (álbum)
Oowatanite es el octavo álbum recopilatorio de la banda de rock canadiense April Wine y fue publicado en 1990.

## Lista de canciones
Todas las canciones fueron escritas por Myles Goodwyn, excepto donde se indica lo contrario.
1. "Oowatanite" (Jim Clench) – 3:49
2. "Get Ready for Love" – 4:10
3. "Just Like That" (Myles Goodwyn y Jim Clench) – 3:11
4. "The Band Has Just Begun" (Myles Goodwyn y Jim Clench) – 4:14
5. "Rock n' Roll Woman" – 3:42
6. "Roller" – 3:36
7. "Don't Push Me Around" – 3:13
8. "Wanna Rock" – 2:05
9. "Highway Hard Run" – 4:00
10. "I'm Alive" – 2:51

## Formación
- Myles Goodwyn - voz, guitarra y teclados.
- Brian Greenway - guitarra, slide y coros.
- Gary Moffet - guitarra, slide y coros.
- Jim Clench - bajo y coros.
- Steve Lang - bajo y coros
- Jerry Mercer - batería, percusiones y coros.